# Bolívar, soy yo
Bolívar, soy yo è un film del 2002 diretto da Jorge Alí Triana.